# Боклер, Осборн, 12-й герцог Сент-Олбанс
Осборн де Вер Боклер (англ. Osborne de Vere Beauclerk; 16 октября 1874 — 2 марта 1964) — английский аристократ, 12-й герцог Сент-Олбанс, 12-й граф Бёрфорд, 12-й барон Хеддингтон и 9-й барон Вер из Хемфорта с 1934 года. Старший сын Уильяма Боклера, 10-го герцога Сент-Олбанса, и его второй жены Грейс Бернал-Осборн. Получил образование в Итонском колледже, служил в армии, участвовал во Второй англо-бурской и Первой мировой войнах, в 1920 году занимал должность верховного шерифа Уотерфорда.
В 1934 году Осборн унаследовал семейные титулы после смерти бездетного единокровного брата Чарльза. Он был женат на Беатрикс Петти-Фицморис, дочери Генри Петти-Фицмориса, 5-го маркиза Лансдауна, и Мод Эвелин Гамильтон, до этого бывшей замужем за Генри Бересфордом, 6-м маркизом Уотерфордом. 12-й герцог Сент-Олбанс не оставил детей, так что его наследником стал кузен, ещё один Чарльз Боклер.